# Franziskus de Place
Franziskus de Place (* 1944 in Libourne, Département Gironde, Frankreich) ist ein französischer Trappistenmönch.
De Place absolvierte die Militärschule Saint-Cyr und war 19 Jahre Offizier in der französischen Armee. 1974 trat er in die Trappistenabtei Sept-Fons ein. Anschließend studierte er Theologie und wurde Novizenmeister. Von 1989 bis 1992 war er Novizenmeister in Port-du-Salut. Im November 1992 wurde er zum Superior von Mariawald ernannt. Kurz darauf wählten die Mönche ihn zum Abt von Mariawald. Am Pfingstmontag 1993 erhielt er die Diakonweihe in Sept-Fons und am 2. Juli 1993 die Priesterweihe sowie Abtbenediktion durch Weihbischof Karl Reger. Sein Wahlspruch war In fide robur – „Im Glauben Kraft“. Nach Ablauf seiner Amtszeit ging er als Generaldefinitor seines Ordens nach Rom. 2003 wurde er zum Apostolischen Administrator von Mariastern, Bosnien, ernannt.